# Cyrylo-Metodiański Wydział Teologii Rzymskokatolickiej Uniwersytetu Komeńskiego w Bratysławie
Cyrylo-Metodiański Wydział Teologii Rzymskokatolickiej Uniwersytetu Komeńskiego w Bratysławie (słow. Rímskokatolícka cyrilo-metodská bohoslovecká fakulta Univerzity Komenského v Bratislave, słow. Rímskokatolícka cyrilometodská bohoslovecká fakulta Univerzity Komenského v Bratislave, ang. SS. Cyril and Methodius Faculty of Roman Catholic Theology, łac. Facultas Theologica Cyrillo-Methodiana Romano-Catholica; skrótowiec: RKCMBF) – wydział Uniwersytetu Komeńskiego w Bratysławie założony 24 lipca 1919 roku, z siedzibą w Bratysławie, działający zgodnie z tradycją św. św. Cyryla i Metodego (stąd określenie: cyrylo-metodiański).